# Aegiochus dollfusi
Aegiochus dollfusi is een pissebed uit de familie Aegidae. De wetenschappelijke naam van de soort is voor het eerst geldig gepubliceerd in 1933 door Monod.